# Josiah McCracken
Josiah Calvin McCracken, född 30 mars 1874 i Lincoln County i Tennessee, död 15 februari 1962 i Philadelphia i Pennsylvania, var en amerikansk friidrottare och missionär. Han var verksam i Kina från 1900-talet till 1940-talet.
McCracken blev olympisk bronsmedaljör i släggkastning och silvermedaljör i kulstötning vid sommarspelen 1900 i Paris.